# 接髮
接髮是指在天然頭髮上黏上其他人的頭髮或黏上合成的头发，目的是增加頭髮的长度和密度。接髮的颜色和纹理可以與自己原本的头髮相似，也可以不相似並且讓接髮與自己原來的頭髮形成強烈對比。